# Йозеф Кос
Йозеф Кос (чеськ. Josef Kos, 1892, Градець-Кралове — (місце і дата смерті невідомі)) — чехословацький гімнаст.

## Біографічні дані
На Олімпійських іграх 1924 Йозеф Кос входив до складу збірної Чехословаччини, але взяв участь у змаганнях у двох дисциплінах. Він зайняв 15-е місце на перекладині та 7-е — у вправах на брусах.
Через те, що він та ще один член команди Станіслав Індрух змагалися не на всіх снарядах, збірна Чехословаччини, яка мала шанс завоювати медаль в командному заліку, була дискваліфікована.